# Yair Rodríguez
Yair Raziel Rodríguez Portillo (Parral, 6 de outubro de 1992) é um lutador mexicano de artes marciais mistas e faixa preta de Taekwondo, atualmente compete no Peso Pena do Ultimate Fighting Championship. Ele foi o vencedor do The Ultimate Fighter: América Latina no Peso Pena.

## Carreira no MMA

### Começo da carreira
Rodríguez fez sua estreia profissional no MMA em Outubro de 2011 competindo por promoções regionais pelo México.

### The Ultimate Fighter: América Latina
Em Maio de 2014, foi revelado que Rodríguez seria um membro do The Ultimate Fighter: América Latina, competindo pela Equipe Velasquez.
Durante o programa, Rodríguez primeiramente derrotou Humberto Brown nas quartas de final por finalização (triângulo). Nas semifinais, Rodríguez veio a derrotar o também membro da Equipe Velasquez Rudolfo Rubio por finalização (golpes) para chegar a final.

### Ultimate Fighting Championship
Rodríguez fez sua estreia no UFC em 15 de Novembro de 2014 no UFC 180, enfrentando o também membro do Leonardo Morales na final do peso pena. Rodríguez derrotou Morales por decisão unânime para se tornar o vencedor do torneio.
Pela sua segunda luta na promoção, Rodríguez enfrentou Charles Rosa em 13 de Junho de 2015 no UFC 188. Ele venceu a luta por decisão dividida. A vitória também rendeu o prêmio de Luta da Noite.
Rodríguez enfrentou Dan Hooker em 3 de Outubro de 2015 no UFC 192 e ele venceu por decisão unânime.
Rodríguez enfrentou Andre Fili em 23 de Abril de 2016 no UFC 197 Rodríguez acertou um chute voador na cabeça de Fili decretando sua vitória por nocaute no 2° round. e o premio de performance da noite.

## Títulos

### Artes Marciais Mistas
- Ultimate Fighting Championship
  - Performance da Noite (duas vezes)

- Ultimate Fighting Championship
  - Campeão Interino

## Cartel no MMA
| Cartel no MMA   |             |            |
| 18 lutas        | 14 vitórias | 3 derrotas |
| Por nocaute     | 5           | 2          |
| Por finalização | 3           | 0          |
| Por decisão     | 6           | 1          |
| No contest      | 1           | 1          |

| Res.    | Cartel   | Oponente              | Método                                  | Evento                                       | Data       | Round | Tempo | Local                 | Notas                                                                 |
| ------- | -------- | --------------------- | --------------------------------------- | -------------------------------------------- | ---------- | ----- | ----- | --------------------- | --------------------------------------------------------------------- |
| Derrota | 15-5 (1) | Brian Ortega          | Finalização (triângulo de braço)        | UFC Fight Night: Moreno vs. Royval 2         | 24/02/2024 | 3     | 0:58  | Cidade do México      |                                                                       |
| Derrota | 15-4 (1) | Alexander Volkanovski | Nocaute Técnico (socos)                 | UFC 290: Volkanovski vs. Rodríguez           | 08/07/2023 | 3     | 4:19  | Las Vegas, Nevada     | Unificação do Cinturão Peso Pena do UFC.                              |
| Vitória | 15-3 (1) | Josh Emmett           | Finalização (triângulo)                 | UFC 284: Makhachev vs. Volkanovski           | 12/02/2023 | 2     | 4:19  | Perth                 | Ganhou o Cinturão Peso Pena Interino do UFC; Performance da Noite.    |
| Vitória | 14-3 (1) | Brian Ortega          | Nocaute Técnico (lesão)                 | UFC Fight Night: Ortega vs. Rodríguez        | 16/07/2022 | 1     | 4:11  | Elmont, Nova Iorque   |                                                                       |
| Derrota | 13-3 (1) | Max Holloway          | Decisão (unânime)                       | UFC Fight Night: Holloway vs. Rodriguez      | 13/11/2021 | 5     | 5:00  | Las Vegas, Nevada     | Luta da Noite.                                                        |
| Vitória | 13-2 (1) | Jeremy Stephens       | Decisão (unânime)                       | UFC on ESPN: Reyes vs. Weidman               | 18/10/2019 | 3     | 5:00  | Boston, Massachusetts | Luta da Noite.                                                        |
| NC      | 12-2 (1) | Jeremy Stephens       | Sem resultado                           | UFC Fight Night: Rodríguez vs. Stephens      | 21/09/2019 | 1     | 0:16  | Cidade do México      | Rodriguez acertou uma dedada no olho de Stephens.                     |
| Vitória | 12-2     | Chan Sung Jung        | Nocaute (cotovelada invertida)          | UFC Fight Night: Korean Zombie vs. Rodríguez | 10/11/2018 | 5     | 4:59  | Denver, Colorado      | Foi readmitido pelo UFC; Luta e Performance da Noite.                 |
| Derrota | 11-2     | Frankie Edgar         | Nocaute Técnico (interrupção médica)    | UFC: 211: Miocic vs. Dos Santos II           | 13/05/2017 | 2     | 5:00  | Dallas, Texas         | Rodríguez foi demitido do UFC em Maio de 2018 por se recusar a lutar. |
| Vitória | 11-1     | B.J. Penn             | Nocaute Técnico (chute frontal e socos) | UFC Fight Night: Rodríguez vs. Penn          | 15/01/2017 | 2     | 0:24  | Phoenix, Arizona      | Performance da Noite.                                                 |
| Vitória | 10-1     | Alex Caceres          | Decisão (dividida)                      | UFC Fight Night: Rodríguez vs. Caceres       | 06/08/2016 | 5     | 5:00  | Salt Lake City, Utah  | Luta da Noite.                                                        |
| Vitória | 9-1      | Andre Fili            | Nocaute (chute voador na cabeça)        | UFC 197: Jones vs. St. Preux                 | 23/04/2016 | 2     | 2:15  | Las Vegas, Nevada     | Performance da Noite.                                                 |
| Vitória | 8-1      | Dan Hooker            | Decisão (unânime)                       | UFC 192: Cormier vs. Gustafsson              | 03/10/2015 | 3     | 5:00  | Houston, Texas        |                                                                       |
| Vitória | 7-1      | Charles Rosa          | Decisão (dividida)                      | UFC 188: Velasquez vs. Werdum                | 13/06/2015 | 3     | 5:00  | Cidade do México      | Luta da Noite.                                                        |
| Vitória | 6-1      | Leonardo Morales      | Decisão (unânime)                       | UFC 180: Werdum vs. Hunt                     | 15/11/2014 | 3     | 5:00  | Cidade do México      | Estreia no UFC; Ganhou o TUF: América Latina nos Penas.               |
| Vitória | 5-1      | Angelo Duarte         | Finalização (chave de braço)            | NP - High Altitude Face Off 6                | 04/04/2014 | 1     | 2:12  | Alamosa, Colorado     |                                                                       |
| Vitória | 4-1      | Édgar Juárez          | Nocaute (joelhada voadora)              | FMP 14                                       | 16/02/2013 | 1     | 0:13  | Chihuahua             |                                                                       |
| Derrota | 3-1      | Luis Roberto Herrera  | Nocaute (socos)                         | FMP 13                                       | 20/12/2012 | 1     | 1:21  | Chihuahua             |                                                                       |
| Vitória | 3-0      | Carlos Ricardo        | Finalização (triângulo)                 | TSC 1                                        | 10/03/2012 | 1     | 0:50  | Monterrey             |                                                                       |
| Vitória | 2-0      | Edgar Balderrama      | Finalização (mata leão)                 | FMP 9                                        | 22/12/2011 | 1     | 1:23  | Cidade do México      |                                                                       |
| Vitória | 1-0      | Jonatan Guzmán        | Decisão (unânime)                       | FMP 8                                        | 10/10/2011 | 3     | 5:00  | Cidade do México      |                                                                       |

## Cartel de Exibição no MMA
| Cartel no MMA   |            |           |
| 2 lutas         | 2 vitórias | 0 derrota |
| Por nocaute     | 1          | 0         |
| Por finalização | 1          | 0         |
| Por decisão     | 0          | 0         |

| Res.    | Cartel | Oponente                | Método                  | Evento                               | Data       | Round | Tempo | Local             | Notas |
| ------- | ------ | ----------------------- | ----------------------- | ------------------------------------ | ---------- | ----- | ----- | ----------------- | ----- |
| Vitória | 2-0    | Rodolfo Rubio           | Nocaute Técnico (socos) | The Ultimate Fighter: América Latina | 06/06/2014 | 1     | 3:55  | Las Vegas, Nevada |       |
| Vitória | 1-0    | Humberto Brown Morrison | Finalização (triângulo) | The Ultimate Fighter: América Latina | 30/05/2014 | 2     | 2:18  | Las Vegas, Nevada |       |